# Општина Чаково
Чаково (рум. Ciacova) је градска општина у округу Тимиш у западној Румунији. Општина је значајна по присутној српској националној мањини у Румунији, која је данас малобројна.

## Природни услови
Општина Чаково се налази у источном, румунском Банату, на 30 км удаљености од Србије и од граничног прелаза код Ватина. Слична удаљеност је и од Темишвара, окружног средишта. Ободом општине води магистрални пут Београд—Темишвар. Општина се налази на месту у равничарском делу Баната.

## Насељена места
Општина се састоји из 5 насеља:
- Мацедонија
- Обад
- Петроман
- Чаково - град и седиште општине
- Чебза

## Становништво
Општина Чаково имала је на попису 2011. године 5.348 становника.
Етничка слика општине: